# Anuradha Ghandy
Anuradha Ghandy, geborene Shanbag (Marathi अनुराधा गांधी; * 28. März 1954; † 12. April 2008 in Mumbai) war eine kommunistische und feministische Aktivistin und Schriftstellerin in Indien. Sie war Mitglied des Zentralkomitees der Communist Party of India (Maoist) und eine der Gründungsmitglieder der Communist Party of India (Marxist-Leninist).

## Leben
Ghandys Eltern waren Kommunisten und Mitglieder der Communist Party of India, die damals noch nicht gespalten war. Das Elternhaus war sehr progressiv und gaben das an ihre Kinder weiter, die später ebenfalls Kommunisten wurden. Ghandys Bruder Sunil Shanbag ist ein bekannter Regisseur der hauptsächlich linksgerichtete Dokumentationen dreht.
Ghandy ging auf die J. B. Petit School in Santacruz, Mumbai. Während der Zeit des Naxalbariaufstands schloss sie sich dem Progressive Youth Movement an. Später spielte sie auf dem Elphinstone College eine wichtige Rolle in linken Aktivistenbewegung. Sie nahm 1975 an der Dalit Panthers Bewegung teil, einer von der Black Panther Party inspirierte Organisation, welche sich für die Rechte der Dalits einsetzte, der sogenannten Unberührbaren außerhalb des hinduistischen Kastensystems. Die Kritik des Kastensystems spielte seit jeher eine große Rolle in Ghandys Schriften.
Aufgrund der Gewerkschafts- und Dalitbewegungen in der Vidarbha Region zog sie 1982 nach Nagpur. In dieser Zeit wurde sie öfters verhaftet, weshalb sie in den Untergrund ging. Sie führte den "Frauen-Flügel" ihrer Partei bis zu ihrem Tod im Untergrund an und spielte eine große Rolle in der indischen maoistischen Bewegung.
Im November 1982 heiratete sie den Naxaliten Kobad Ghandy.
Sie starb 2008 im Alter von 54 Jahren an Malaria.

## Schriften (Auswahl)
- Philosophical Trends in the Feminist Movement, 2006
  - Philosophische Strömungen in der feministischen Bewegung, Paris 2022
- Scripting the Change: Selected Writings of Anuradha Ghandy, 2012
- The Caste Question In India, 2015